# Raissa Romanowna Reisen
Raissa Romanowna Reisen (russisch Раиса Романовна Рейзен; * 1888; † 1956) war eine russische Schauspielerin.

## Leben und Wirken
Sie stammte aus einer jüdischen Familie. Ihr Vater war Rubin Berkowitsch Reisen (später Roman Borisowitsch Reisen). Sie hatte drei Schwestern, darunter die Tänzerin Maria Reisen.
Raissa Reisen spielte ab 1909 am Maly-Theater in Moskau sowie in einigen russischen Stummfilmen.